# Maxime Fulgenzy
Maxime Fulgenzi dit Max Fulgenzi est un footballeur français né le 26 juin 1934 à Deville (Ardennes).
Cet inter ou ailier de taille moyenne a fait la plus grande partie de sa carrière à l'UA Sedan-Torcy. Avec ce club, il a remporté deux Coupes de France en 1956 et en 1961. Il a été sélectionné en équipe de France le 12 novembre 1961 pour un match de qualification de Coupe du monde 1962, durant lequel il s'est vu refuser un but tout à fait valable par l'arbitre du match Mr Fencl (Bulgarie-France, 1-0). À noter que si son poste de prédilection est ailier, Max Fulgenzi a été très polyvalent : il a joué arrière gauche lors de la finale de Coupe de France en 1956.

## Palmarès
- Vainqueur de la Coupe de France 1956 et 1961 avec l'UA Sedan-Torcy
- Finaliste de la Coupe Drago en 1955 et 1963 avec l'UA Sedan-Torcy
- Finaliste de la Coupe de France en 1965 avec l'UA Sedan-Torcy
- 362 matchs et 41 buts marqués en Division 1 (349 matchs et 40 buts à Sedan, 13 matchs et 1 but à Marseille)
- Champion de France de D2 en 1955 avec l'UA Sedan-Torcy
- International français A en 1961